# HNK Vukovar 1991
El HNK Vukovar 1991 es un equipo de fútbol de Croacia que juega en la Prva HNL, la primera división nacional.

## Historia
El club fue fundado en febrero de 2012 cuando el club Vukovar '91, que jugó una temporada en la Prva HNL, fue disuelto por bancarrota. El nuevo club jugó su primera temporada en la cuarta división, logrando el ascenso a la 3. HNL en su año de debut. Se mantuvo en la tercera división hasta la temporada 2022–23 cuando ganó el ascenso a la Druga HNL, la segunda división nacional.
En la temporada 2024-25 el club logró el ascenso a la Prva HNL, la primera división nacional. Debido a que el estadio del club no cumple con las reglas de la primera división, tendrá que jugar sus partidos de local en el Stadion HNK Cibalia de la ciudad vecina de Vinkovci.

## Palmarés
- Druga HNL: 1

2024/25
- 3. HNL Este: 1

2022/23
- MŽNL Osijek-Vinkovci: 1

2012/13